# Cirat

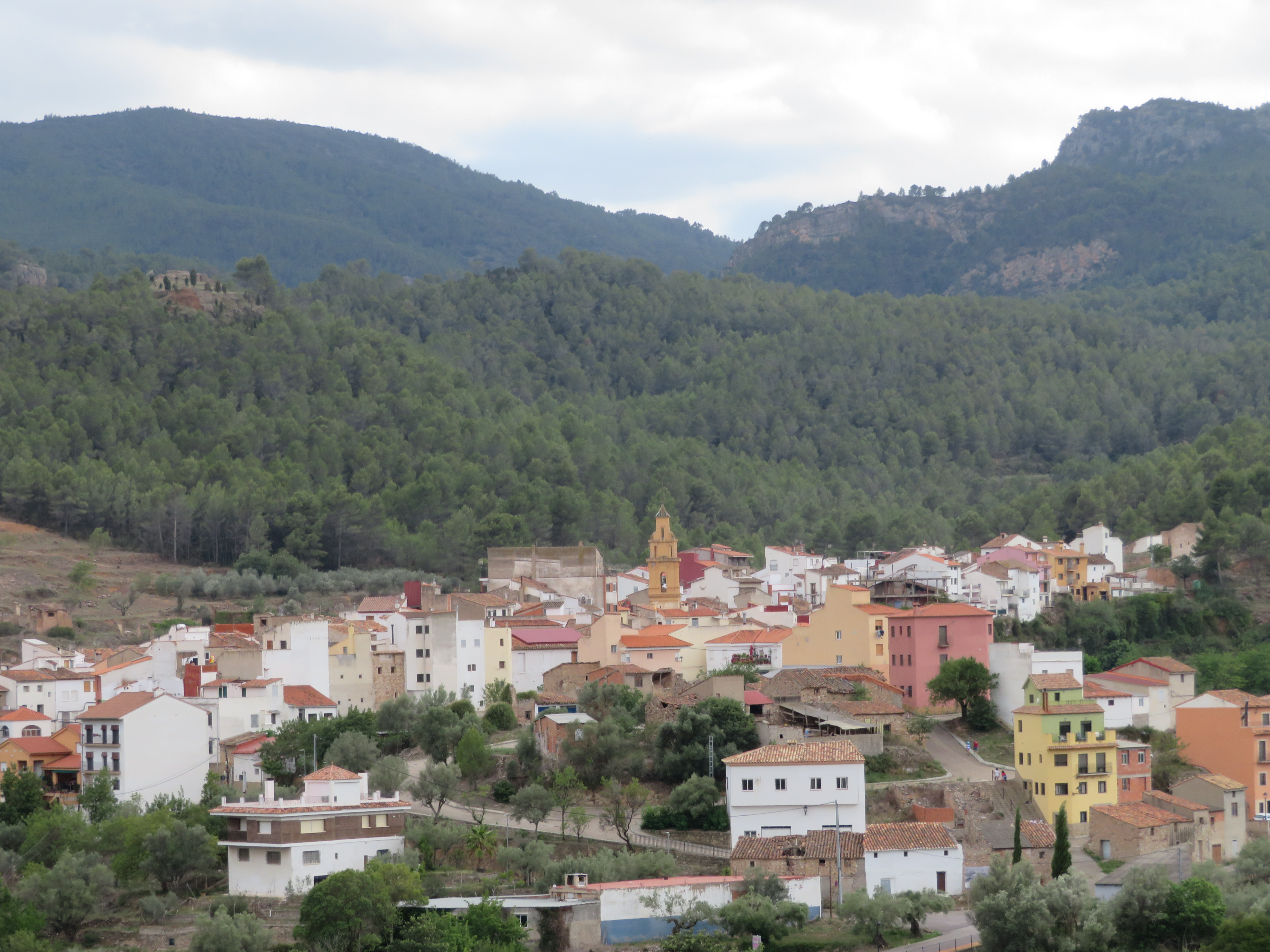
Cirat

Cirat è un comune spagnolo di 237 abitanti situato nella comunità autonoma Valenciana.

## Collegamenti esterni

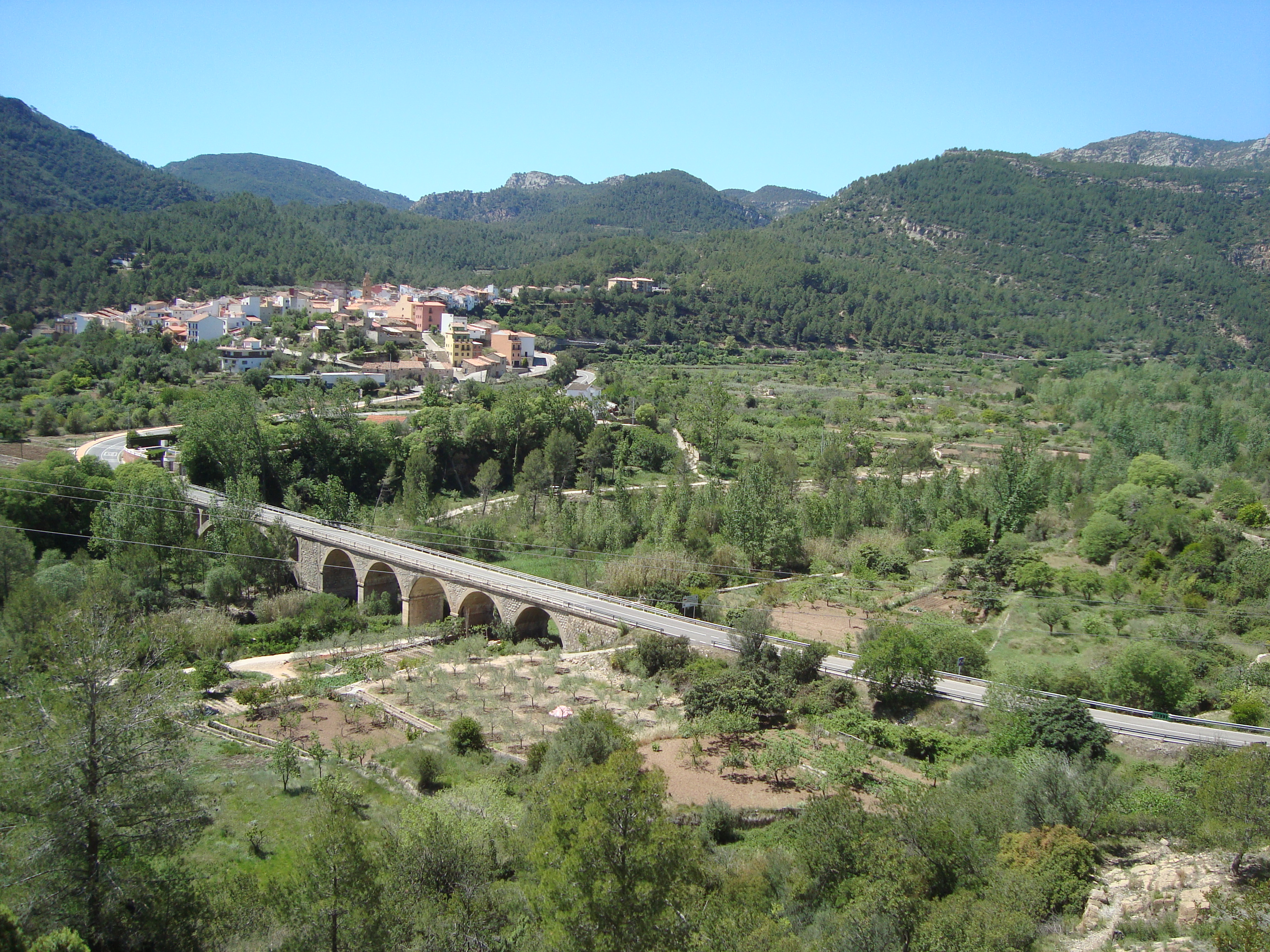
Cirat